# Scarlett (G.I. Joe)
Scarlett é uma personagem da linha de brinquedos, desenhos animados e histórias em quadrinhos G.I. Joe.

## História em Quadrinhos

### Marvel Comics
A primeira aparição de Scarlett na adaptação para os quadrinhos da Marvel Comics foi em G.I. Joe: A Real American Hero #1, lançada em junho de 1982.
Em um flashback em G.I. Joe #27, é revelado que a primeira missão de Scarlett nos G.I. Joe foi treinar a nova equipe no combate corpo a corpo. Durante os exercícios ela conhece Snake Eyes. Enquanto ela superou a maioria dos membros da equipe, ela reconheceu que Snake Eyes era um lutador superior, apesar do fato de que ele tivesse permitido que ela o vencesse, mantendo a sua dignidade e respeito diante dos outros Joes. Scarlett ficou intrigado com suas ações, e como resultado, eles se tornaram muito próximos. Em uma missão no Oriente Médio, Snake Eyes, Scarlett,  Rock' n Roll e  Grunt foram enviados para salvar Strawhacker George de Cobra. No caminho, o helicóptero em que viajavam começou a funcionar mal, forçando Rock 'n' Roll e Grunt pular antes que ele caisse. Scarlett ficou presa no helicóptero em chamas, no entanto, Snake Eyes ficou para trás para salvá-la. Após salvá-la, uma janela explodiu em seu rosto, desfigurando-o e danificando o suas cordas vocais. Apesar de seus ferimentos, Snake Eyes convenceu Hawk a deixá-lo continuar com a missão.

## Filme
Em 2009 foi interpretada por Rachel Nichols no filme "G.I. Joe: The Rise of Cobra". No filme Scarlett é interesse amoroso de Rip Cord e membro da organização dos Joes. É prodigiosa e super-dotada, motivo pelo qual se formou aos doze anos de idade. 